# Marumba discreta
Marumba discreta är en fjärilsart som beskrevs av Derzhavetz 1977. Marumba discreta ingår i släktet Marumba och familjen svärmare. Inga underarter finns listade i Catalogue of Life.